# CO-0.40-0.22
CO-0.40-0.22 è una nube interstellare di gas ad alta velocità piuttosto compatta (ha un'ampiezza di circa 5 pc) di forma ellittica, situata nella Via Lattea, a soli 200 anni luce dal Centro Galattico. La nube è stata scoperta nel 2015 da un team di astronomi dell'Università Keio guidato da Tomoharu Oka grazie all'ausilio del radiotelescopio Nobeyama 45-m e del radiointerferometro ALMA, nel punto di longitudine galattica −0,3983° e latitudine galattica −0,2235°.
La nube ha una massa pari a quasi 4 000 (103,6 per l'esattezza) masse solari e si sta allontanando dalla Terra ad una velocità compresa tra i 20 e 120 km/s. Le linee spettrali del monossido di carbonio hanno inoltre rivelato che il gas che compone la nube è piuttosto denso, caldo e discretamente opaco. Oltre al suddetto monossido di carbonio, la spettroscopia a microonde ha permesso di localizzare nel gas della nube la presenza di acido cianidrico, cianoacetilene, ciclopropenilidene, metanolo, monossido di silicio, monossido di zolfo, monosolfuro di carbonio, tioformaldeide, isocianuro di idrogeno, formammide e ioni H2N+ e HCO+.
Ciò che veramente caratterizza CO-0.40-0.22 è però il fatto di avere una dispersione di velocità particolarmente elevata ed il fatto di essere costituita da due componenti: una compatta e meno densa, con una velocità standard locale di riposo (vLSR) di oltre 100 km/s, e un'altra più densa dall'estensione di circa 10 anni luce e con una vLSR più bassa. Dato che le osservazioni ai raggi X e all'infrarosso hanno escluso la presenza all'interno della nube di oggetti compatti tali da fornire un'energia in grado di giustificare una dispersione di velocità così elevata, i ricercatori hanno creato simulazioni in cui tali valori erano dovuti ad una spinta gravitazionale subita dalla nube. I modelli hanno così mostrato che il raggiungimento dei valori osservati è possibile utilizzando una sorgente di gravità con una massa pari a 100 000 masse solari posta nel raggio di 0,3 anni luce. La causa di una simile dispersione di velocità di CO-0.40-0.22 sarebbe quindi la sua vicinanza ad un buco nero di massa intermedia, il quale, se la sua esistenza venisse confermata, sarebbe il secondo buco nero più grande mai scoperto nella nostra galassia dietro soltanto al buco nero supermassiccio Sagittarius A*.
La nube, che secondo Oka potrebbe essere ciò che resta del nucleo di una galassia nana cannibalizzata alcune centinaia di milioni di anni fa dalla Via Lattea, è stata chiamata così seguendo la convenzione nata con CO-0.02-0.02, un'altra nube interstellare compatta di gas ad alta velocità vicina al Centro Galattico scoperta sempre dal team Oka (un altro esempio è dato dalla CO-0.30-0.07), mentre il supposto buco nero è stato identificato come CO-0.40-0.22*.